# Guido Koçer
Guido Koçer (* 15. September 1988 in Worms) ist ein deutsch-türkischer Fußballspieler.

## Karriere
Der Offensivspieler Koçer durchlief ab 1998 die E-Jugend des Odenwälder SV Seckach und ab 2000 die D-Jugend des Wormser Stadtteil-Vereins TuS Neuhausen. Während seiner Besuche bei seinen im mecklenburgischen Teterow lebenden Großeltern verfolgte Koçer in dieser Zeit auch vereinzelte Spiele des damaligen Erstligisten Hansa Rostock, woraufhin er 2003 nach einem Probetraining noch als C-Jugendlicher zu den Ostseestädtern wechselte. Mit diesen wurde Koçer unter Trainer Thomas Finck als B-Jugendlicher deutscher Vize-Meister 2005. Als A-Jugendlicher kam Koçer in den A-Junioren-Bundesliga-Spielzeiten 2005/06 und 2006/07 auf 44 Spiele für Hansa, in denen er 24 Tore erzielte.
Zur Spielzeit 2007/08 rückte Koçer in den Herrenbereich auf und gehörte zunächst der unter Thomas Finck in der viertklassigen Oberliga Nordost spielenden Zweitvertretung der Hanseaten an. Mit neun Toren in 24 Partien trug er daraufhin zur Qualifikation der Mannschaft zur ab der Folgesaison aufgrund einer Ligenreform nur noch viertklassigen Regionalliga bei. Damit empfahl sich Koçer auch für die Teilnahme am Training der Rostocker Lizenzmannschaft unter Frank Pagelsdorf, gehörte 2008/09 aber erneut zum Kader der Reservemannschaft in der Regionalliga. Dort entwickelte sich Koçer zum Torjäger seines Teams, sodass er ab Herbst 2008 erneut zum Training der ersten Mannschaft eingeladen wurde und schließlich nominell in die Lizenzmannschaft aufrückte, die in der Saison 2008/09 in der 2. Bundesliga antrat. Am 30. November 2008 debütierte Koçer für die mittlerweile durch Dieter Eilts betreute Lizenzmannschaft in der 2. Bundesliga und kam auch in den folgenden beiden Partien zum Einsatz. Nach der Winterpause wurde er daraufhin in die U-21-Auswahl der Türkei berufen, für die er am 10. Februar 2009 sein Debüt bestritt. Im März 2009 wurde er jedoch vom Spielbetrieb in Rostock freigestellt.
Im August 2009 fand Koçer im SV Babelsberg 03 einen neuen Verein, mit dem er nach der Spielzeit 2009/10 der viertklassigen Regionalliga in die 3. Liga aufstieg, wozu er selbst mit einem Tor in 24 Einsätzen beigetragen hatte. In der folgenden Drittligaspielzeit 2010/11 lief Koçer in 35 von 38 Spielen auf und trug mit sechs Toren zum schließlich erreichten Klassenerhalt der Babelsberger bei. Dadurch zog er auch das Interesse des Zweitligisten FC Erzgebirge Aue auf sich, der Koçer zur Spielzeit 2011/12 unter Vertrag nahm.
Nach drei Spielzeiten im Erzgebirge, in denen er auf 81 Einsätze und 9 Tore kam, wechselte Koçer im Sommer 2014 für eine Ablöse von ca. 500.000 € zu Gençlerbirliği Ankara. Für die Rückrunde der Saison 2015/16 wurde er an den türkischen Zweitligisten Yeni Malatyaspor ausgeliehen.
Zur Saison 2016/17 wechselte er zusammen mit seinem beiden Teamkollegen Nemanja Tomić und Çağrı Bülbül zum Zweitligisten Giresunspor. Bereits zur nächsten Winterpause zog er zum Ligarivalen Boluspor weiter. Im Sommer 2019 folgte der Wechsel zum türkischen Drittligisten Samsunspor, mit dem er in der Saison 2019/20 aufsteigen konnte. 2021 wechselte Koçer zu Bandırmaspor.
Im Juni 2022 wurde Guido Koçer vom Regionalliga-Aufsteiger Greifswalder FC verpflichtet. Mit den Vorpommern wurde er 2023 Tabellenvierzehnter und 2024 Vize-Meister der Regionalliga sowie Landespokalsieger von Mecklenburg-Vorpommern. Nach dem 6. Platz in der Saison 2024/25 verließ er die Greifswalder.
Zur Saison 2025/26 schloss sich Koçer dem Verbandsligisten SV Pastow bei Rostock an. 

## Verurteilung wegen eines Raubüberfalls
Am 22. Dezember 2011 wurde Koçer wegen „gemeinschaftlichen bandenmäßigen Raubes mit Waffen“ zu einer Haftstrafe von 18 Monaten, ausgesetzt zur Bewährung, verurteilt. Ihm wurde vorgeworfen, am 8. April 2011 das Berliner „Casino 77“ ausgekundschaftet zu haben, das daraufhin von weiteren Mitgliedern der insgesamt sieben Personen umfassenden Bande, darunter ist auch der Fußballprofi Süleyman Koç, überfallen wurde. Koçer hatte die Tat gestanden.

## Erfolge
SV Babelsberg 03
- Regionalliga-Meister: 2010
- Brandenburgischer-Landespokal-Sieger: 2010/11

Greifswalder FC
- Mecklenburg-Vorpommern-Pokal-Sieger: 2023/24